# Anthony D'Alberto
Anthony D'Alberto (Lubumbashi, 13 oktober 1994) is een Belgisch-Congolees voetballer.

## Carrière
D'Alberto genoot zijn jeugdopleiding bij RSC Anderlecht. In het seizoen 2012/13 nam hij met de club deel aan The NextGen Series en de Viareggio Cup. In de halve finale van de Viareggio Cup 2013 scoorde D'Alberto tegen AC Siena het enige doelpunt van de wedstrijd, waarna Anderlecht in de finale AC Milan versloeg. D'Alberto stroomde echter niet door naar het eerste elftal van Anderlecht. Ook in 2014 haalde Anderlecht de finale in Viareggio, al miste D'Alberto die wel door een rode kaart in de halve finale tegen Palermo FC. Desondanks werd hij na afloop van de verloren finale wel opgenomen in het beste elftal van het toernooi, samen met ploegmaats Nabil Jaadi, Leander Dendoncker en Andy Kawaya. In januari 2014 was hij één van de vier jongeren die van trainer John van den Brom mee met het A-team op winterstage naar Abu Dhabi mocht – de andere waren Xavier Gies, Andy Kawaya en Aaron Leya Iseka.
Ondanks zijn mooie adelbrieven stroomde D'Alberto niet door naar het eerste elftal van Anderlecht. In de zomer van 2014 ging hij testen bij RKC Waalwijk en VVV-Venlo, maar hij slaagde er niet in om er een contract te versieren. In augustus 2015 versierde D'Alberto, die niet meer onder contract lag bij Anderlecht maar er wel nog meetrainde met de U21, een contract bij SC Braga. Hij speelde er in drie seizoenen zeventig competitiewedstrijden voor het B-elftal in de Liga Portugal 2.
In januari 2018 leende Braga hem voor de rest van het seizoen uit aan Sporting Charleroi, dat ook een aankoopoptie bedong. D'Alberto speelde slechts één officiële wedstrijd voor Charleroi: op de 28e competitiespeeldag kreeg hij van trainer Felice Mazzù een basisplaats tegen KV Mechelen. De aankoopoptie werd dan ook niet gelicht. In juni 2018 ondertekende hij een driejarig contract bij de Portugese eersteklasser Moreirense FC. Daar speelde hij drie seizoenen in de Primeira Liga.
Na zes jaar in Portugal ondertekende D'Alberto in juli 2021 een driejarig contract bij de Deense eersteklasser Aarhus GF. In anderhalf seizoen tijd speelde hij in alle competities 37 officiële wedstrijden voor de club. In januari 2023 werd zijn contract bij Aarhus ontbonden, deels omdat hij weer dichter bij zijn familie wilde zijn.